# Давыдовка (Гомельский район)
Давыдовка (бел. Давыдаўка) — упразднённая деревня в Гомельском районе Гомельской области Республики Беларусь. Бывший административный центр Давыдовского сельсовета.
24 мая 2007 года Давыдовка передана в административное подчинение гомельских городских Совета депутатов и исполнительного комитета, включена в состав территории Советского района города Гомеля.

## География

### Расположение
В 3 км на юго-запад от Гомеля.
На западе граничит с лесом.

## Гидрография
Через деревню проходит мелиоративный канал, соединённый с рекой Сож.

## Транспортная сеть
Рядом автодорога Калинковичи — Гомель. Планировка состоит из чуть изогнутой улицы, ориентированной с юго-запада на северо-восток, к которой с севера присоединяется короткая улица. Застройка двусторонняя, преимущественно деревянная, усадебного типа.
Сейчас следуют автобусные маршруты № 21, 25, 25а, 25в, 42б, 42, 42а, 33, 40, 17, 16, 2а, 13, 13а, 16а, 21в, 23, 2г, 46, 2, 26, 26а и троллейбусные маршруты № 19, 20, 24, 25, 3, 12, 22, 6, 11б  а также маршрутное такси № 25-тк и 22-тк.

## История
Основана в 1847 году как слобода в Белицком уезде Могилёвской губернии. В 1850 году во владении графа И. Ф. Паскевича. В 1862 году в Ерёминской волости Гомельского уезда. С 1880 года действовал хлебозапасный магазин. В 1909 году 497 десятин земли. Действовало народное училище (в 1907 году 61 ученик).
В 1924 году начали работать артель по добыче торфа и нефтяная мельница. С 8 декабря 1926 года центр Давыдовского сельсовета Гомельского района Гомельского округа (до 26 июля 1930 года), с 20 февраля 1938 года Гомельской области. В 1926 году работали почтовый пункт, школа. В 1930 году организован колхоз «Красный Октябрь». В 1941 году около деревни открыты залежи каменной соли. Во время Великой Отечественной войны освобождена от оккупантов 26 ноября 1943 года. 63 жителя погибли на фронте. Согласно переписи 1959 года в составе колхоза «Победа» (центр — деревня Красное). Размещаются отделение торфопредприятия «Парижская коммуна», швейная и сапожная мастерские, средняя школа, клуб, библиотека, фельдшерско-акушерский пункт, отделение связи, 3 магазина.
В состав Давыдовского сельсовета входили в настоящее время не существующие деревни Любны, Мильчанск (до 1934 года), Павлова (до 1963 года), Лещинец (до 1960 года), посёлок Солнечный (до 1968 года).

## Население

### Численность
- 2004 год — 381 хозяйство, 1164 жителя.

### Динамика
- 1850 год — 14 дворов, 101 житель.
- 1862 год — 27 дворов.
- 1897 год — 51 двор, 362 жителя (согласно переписи).
- 1909 год — 77 дворов, 456 жителей.
- 1926 год — 137 дворов, 688 жителей.
- 1959 год — в деревне 851, в посёлке торфазавода 118 жителей (согласно переписи).
- 2004 год — 381 хозяйство, 1164 жителя.